# Ondřej Zdráhala
Ondřej Zdráhala (Hranice, 10 de julio de 1983) es un exjugador de balonmano checo que jugaba de central. Su último equipo fue el Al-Wakrah SC catarí. Fue un componente de la selección de balonmano de la República Checa. Pocas semanas después de su retirada se convirtió en presidente de la Federación checa de balonmano.
Con la selección cabe destacar su gran encuentro en el Campeonato Europeo de Balonmano Masculino de 2018 donde colaboró con ocho goles a la histórica victoria de su selección ante la selección de balonmano de Dinamarca, que era la vigente campeona olímpica. Dos días después marcó 14 goles para darle la victoria a su selección frente a la selección de balonmano de Hungría y, de paso, clasificarla para la main round de la competición, contra todo pronóstico.
Al final acabó siendo el máximo goleador del certamen, mientras que su selección acabó sexta en la clasificación global del Europeo 2018.

## Palmarés

### Baník Karviná
- Liga de balonmano de la República Checa (4): 2004, 2005, 2006, 2007

## Clubes
- SKP Frýdek-Místek ( -2002)
- Baník Karviná (2002-2007)
- TV Grosswallstadt (2007-2009)
- Bodø HK (2009-2010)
- TM Tønder HB (2010-2011)
- DHC Rheinland (2011-2012)
- MŠK Považská Bystrica (2012-2013)
- ASV Hamm-Westfallen (2013-2016)
- TSV Omar St.Gallen (2016-2018)
- Orlen Wisła Płock (2018-2020)
- Al-Wakrah SC (2020-2021)